# El perro se comió mis deberes

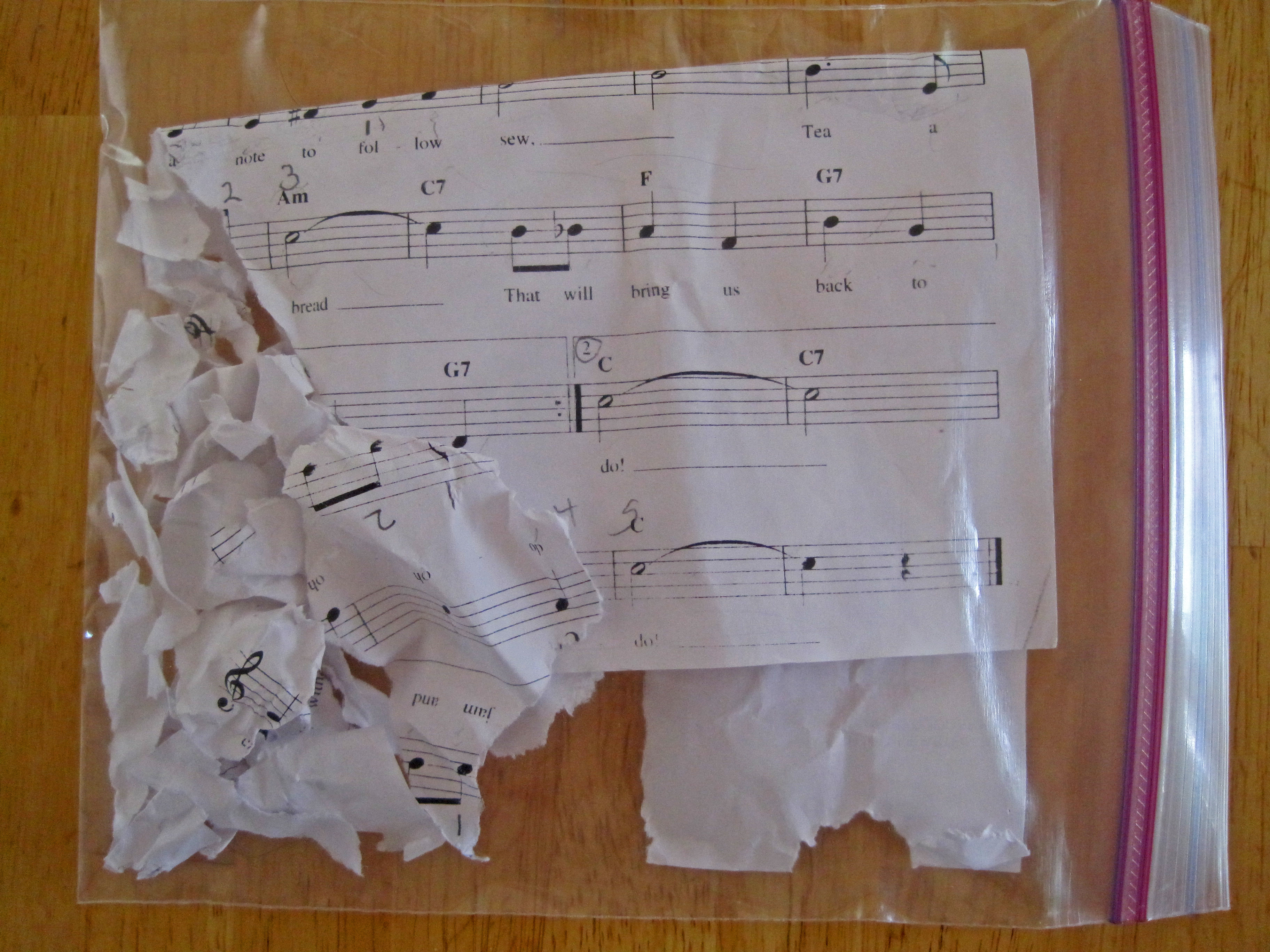
Deberes de música (mostrando la partitura de la popular canción de Rodgers y Hammerstein Do-Re-Mi) supuestamente mordidos por un perro

El perro se comió mis deberes (The dog ate my homework), o también el perro se comió mi tarea, es una expresión inglesa utilizada como excusa común y mal inventada por los estudiantes para explicar su fracaso al entregar una tarea a tiempo. Se hace referencia a la frase, incluso más allá del contexto educativo, como una réplica sarcástica a cualquier explicación igualmente simplista, insuficiente o inverosímil de un fracaso en cualquier contexto. 
La afirmación de que un perro se está comiendo los deberes es inherentemente sospechosa, ya que es imposible que un maestro la refute y convenientemente absuelve al estudiante de cualquier culpa. Sin embargo, aunque es sospechosa, la afirmación no está fuera de toda posibilidad, ya que se sabe que los perros comen o mastican trozos de papel. 
Como explicación a los deberes perdidos, su origen se remonta a una historia sobre un párroco galés que se publicó por primera vez en 1905. El Oxford English Dictionary sugiere que una referencia de 1929 establece que los niños en edad escolar la tenían en algún momento anterior como excusa ante los maestros. Así se citó, más de una vez, en la novela de 1965 titulada Up the Down Staircase, de Bel Kaufman, y comenzó a asumir su sentido actual como la condición sine qua non de las excusas dudosas, particularmente en la cultura estadounidense, tanto en la escuela como fuera de ella, en los años setenta del siglo XX. Los presidentes estadounidenses, desde Ronald Reagan hasta Barack Obama, la han utilizado para criticar a sus oponentes políticos, y ha sido una fuente de humor para varias tiras cómicas y programas de televisión, como Los Simpson.

## Historia

### Orígenes
La primera variación conocida de la idea de que el trabajo escrito podría verse afectado negativamente por la tendencia de algunos perros a masticar el papel se produjo en un número de 1905 de The Cambrian, una revista para galeses americanos. William ApMadoc, crítico de música de la revista, relató una anécdota sobre un párroco que sustituía temporalmente a otro párroco en una iglesia rural en Gales. Después de un servicio, preguntó al secretario cómo se había recibido su sermón, en particular si había sido lo suficientemente largo. Al estar seguro de que así era, admitió ante el secretario que su perro se había comido parte del papel en el que estaba escrito justo antes del servicio. ApMadoc aplicó la lección a algunas composiciones musicales demasiado largas, pero se preguntó si los perros podrían sufrir indigestión por el consumo de papel.
Seis años después, el presidente de la Fire Underwriters' Association of the Northwest fue grabado repitiendo la anécdota en la 42.ª reunión anual de la organización. La describe como de origen escocés, y algunos de los detalles varían: el párroco visitante habla con un miembro más joven de la congregación, quien se queja de que el sermón fue demasiado corto. En su relato, el perro no era suyo, sino uno de la calle que se comió algunos de los papeles después de que el viento los arrastrase.
La excusa por la brevedad del documento no se convirtió en chiste hasta 18 años más tarde. El primer uso de la frase recogido por el Oxford English Dictionary fue en 1929, en un ensayo del periódico británico The Guardian: «Hace mucho tiempo que no tengo la excusa de que el perro se comió los deberes de aritmética». Esto sugiere que la expresión había estado en uso entre los estudiantes durante algún tiempo antes de eso.
Apareció por primera vez en un contexto estadounidense en 1965. La novela cómica más vendida de Bel Kaufman, Up the Down Staircase, publicada ese mismo año, incluye dos casos en los que los estudiantes culpan a sus perros por no haber completado sus deberes. En una sección escrita como drama al principio del libro, un estudiante se refiere a «una tragedia terrible... ¡Mi perro orinó en mis deberes!». Más tarde, una lista de excusas incluye «Mi perro lo masticó» y «el gato lo masticó y no hubo tiempo para hacerlo de nuevo».

### Popularización
La frase se utilizó ampliamente en la década de 1970.
- La novelista Paula Danziger le rindió homenaje con el título de su libro debut en 1974, The Cat Ate My Gymsuit.[7]
- Dos años más tarde, Eugene Kennedy describió a Richard Nixon como «trabajando en la mejor excusa americana desde que el perro se comió mis deberes» en las cintas de Watergate,[8]
- Al año siguiente John R. Powers tuvo un personaje en su novela The Unoriginal Sinner and the Ice-Cream God que recuerda haber usado esa excusa como estudiante.[9]
- El lexicógrafo Barry Popik, quien la llamó «la clásica excusa que un estudiante le da a un maestro para cubrir los deberes que le faltan», encontró que las citas aumentaron a partir de 1976.[10]

Durante la siguiente década, los ordenadores personales se volvieron más comunes en los hogares y escuelas estadounidenses, y muchos estudiantes comenzaron a escribir documentos con procesadores de texto. Esto les proporcionó otra posible excusa para no hacer los deberes, en forma del mal funcionamiento de los ordenadores. Sin embargo, «el perro se comió mis deberes» seguía siendo habitual. En un artículo de 1987 sobre este fenómeno, un profesor recordó a The New York Times que una vez un estudiante le había dado una nota firmada por su padre diciendo que el perro se había comido sus deberes. Al año siguiente, el presidente Ronald Reagan lamentó el aparente fracaso del Congreso en aprobar a tiempo el presupuesto federal de ese año; «Esperaba que hubiéramos marcado el final de la era del "perro se comió mis deberes" del presupuesto del Congreso», dijo a los periodistas sobre la cancelación de una conferencia de prensa planeada para firmar los proyectos de ley, «pero no fue así». Su uso demostró que la frase se había generalizado en el discurso estadounidense al referirse a cualquier excusa insuficiente o poco convincente.
El uso de la frase en publicaciones impresas aumentó constantemente a lo largo de todo el siglo. Se estabilizó en los primeros años de la década de 2000, pero no disminuyó. Durante la campaña presidencial de Estados Unidos de 2012, Barack Obama la utilizó para reprender a Mitt Romney por no participar en el especial Kids Pick the President de Nickelodeon. «"El perro se comió mis deberes" no es suficiente cuando te presentas a presidente», expresó Obama en esa ocasión.

## En la cultura popular
En 1989 debutó la comedia televisiva Saved By The Bell. Su tema musical incluía la frase «el perro se comió todos mis deberes anoche». Por lo tanto, asentada en la conciencia estadounidense, sería explotada con fines cómicos en otros programas de televisión y tiras cómicas. Los usuarios del sitio web TV Tropes han dedicado una página a recopilar ejemplos de varios medios populares.
Se convirtió en un chiste recurrente en Los Simpson, que también comenzó a emitirse ese año, sobre todo aprovechando la tendencia del personaje de Bart Simpson a ofrecer excusas ridículas para todo tipo de mala conducta a su profesora, la Sra. Krabappel.
- En un episodio de 1991, un día difícil para Bart comienza con Santa's Little Helper, el perro de la familia, comiendo sus deberes. «No sabía que los perros hacían eso», dice, y encuentra a su maestra igualmente incrédula ya que había usado esa excusa antes.[16]
- En un episodio posterior, cuando el perro va a trabajar para la policía, Bart debe comer sus propios deberes como excusa para trabajar.[17]
- Cuando la Sra. Krabappel comienza a salir con Ned Flanders, al final de la temporada de 2011, ve a Santa's Little Helper en el patio de los Simpson y le pregunta si es el perro que se ha comido los deberes de Bart tantas veces.[18]

Los humoristas también han jugado con la frase. Una caricatura de Sam Gross en The New Yorker de 1996 muestra un aula veneciana de hace varios siglos donde un estudiante de pie anuncia «El Dux se comió mis deberes».
Las tiras cómicas que presentan perros antropomorfizados como personajes han encontrado en el concepto de esos personajes comiendo deberes una fuente de humor.
- En una de las viñetas de The Far Side, Gary Larson ilustró un aula de perros cuyo maestro pregunta: «¿Alguien aquí no comió sus deberes de camino a la escuela?»[20]
- En una tira de Dilbert de 1991, un niño en la calle le pide a Dogbert que mastique sus deberes para que pueda tener una excusa; en la última viñeta, el niño, abatido, aparece en clase alegando que un perro le hizo comérselos.[21]

Se han publicado tres libros diferentes que han usado la excusa como título. Dos han sido colecciones de poesía para estudiantes con temática escolar, y uno ha sido un libro de negocios sobre las lecciones que los perros pueden enseñar sobre la responsabilidad. Otros libros para jóvenes han tenido títulos que culpan a los extraterrestres y al maestro por los deberes que faltan. También se ha escrito un musical infantil de dos actos llamado A Monster Ate My Homework. The Dog Ate My Homework es el título de un programa cómico británico que se emitió por primera vez en 2014 en la señal CBBC.